# 二碘化锇
二碘化锇是一种无机化合物，化学式为OsI2。它可由氢碘酸和四氧化锇在乙醇中加热反应，过滤、干燥后得到。六碘合锇(IV)酸（(H3O)2[OsI6]）的热分解也能得到二碘化锇。